# NGC 6907
NGC 6907 في الفهرس العام الجديد، هي مجرة، تقع في كوكبة الجدي (كوكبة). اكتشفت في 12 يوليو 1784 بواسطة ويليام هيرشل.

## روابط خارجية
- NGC 6907 على موقع ويكي سكاي: DSS2, SDSS, GALEX, IRAS, Hydrogen α, X-Ray, Astrophoto, Sky Map, Articles and images